# Bicyclus cyaneus
Bicyclus cyaneus är en fjärilsart som beskrevs av Condamin 1961. Bicyclus cyaneus ingår i släktet Bicyclus och familjen praktfjärilar. Inga underarter finns listade i Catalogue of Life.